# Inga (djur)
För andra betydelser, se Inga (olika betydelser).
Inga är ett släkte av fjärilar. Inga ingår i familjen praktmalar, Oecophoridae.

## Dottertaxa tillInga, i alfabetisk ordning[1]
| Inga callierastis     |
| Inga calycocentra     |
| Inga camelopis        |
| Inga canariella       |
| Inga cancanodes       |
| Inga capsaria         |
| Inga castigata        |
| Inga catasticta       |
| Inga caumatias        |
| Inga cerophaea        |
| Inga chlorochroa      |
| Inga ciliella         |
| Inga cnecodes         |
| Inga concinna         |
| Inga concolorella     |
| Inga conserva         |
| Inga corystes         |
| Inga cretacea         |
| Inga cupidinea        |
| Inga custodita        |
| Inga cyclophthalma    |
| Inga deligata         |
| Inga dilecta          |
| Inga distorta         |
| Inga elaphodes        |
| Inga empyrea          |
| Inga encamina         |
| Inga entaphrota       |
| Inga erasicosma       |
| Inga eriocnista       |
| Inga erotias          |
| Inga fundigera        |
| Inga furva            |
| Inga genuina          |
| Inga haemataula       |
| Inga halosphora       |
| Inga helobia          |
| Inga hyperbolica      |
| Inga icterota         |
| Inga inflammata       |
| Inga iracunda         |
| Inga lacunata         |
| Inga leptophragma     |
| Inga libidinosa       |
| Inga loxobathra       |
| Inga meliacta         |
| Inga mercata          |
| Inga mimobathra       |
| Inga mixadelpha       |
| Inga molifica         |
| Inga molybdopa        |
| Inga mydopis          |
| Inga neospila         |
| Inga obscuromaculella |
| Inga orthodoxa        |
| Inga orthophragma     |
| Inga pachybathra      |
| Inga pagana           |
| Inga pagidotis        |
| Inga percnorma        |
| Inga pericyclota      |
| Inga perioditis       |
| Inga petasodes        |
| Inga phaeocrossa      |
| Inga plectanota       |
| Inga porpotis         |
| Inga proditrix        |
| Inga pyrothyris       |
| Inga rhodoclista      |
| Inga rimatrix         |
| Inga rosea            |
| Inga ruricola         |
| Inga satura           |
| Inga sciocrates       |
| Inga sciotoxa         |
| Inga semotella        |
| Inga separatella      |
| Inga signifera        |
| Inga sparsiciliella   |
| Inga speculatrix      |
| Inga staphylitis      |
| Inga stativa          |
| Inga stereodesma      |
| Inga textrina         |
| Inga thermoxantha     |
| Inga traili           |
| Inga trifurcata       |
| Inga trygaula         |
| Inga tubicen          |
| Inga versatilis       |
| Inga voluptaria       |